# Tossalet del Pi
El Tossalet del Pi és una muntanya de 501 metres que es troba al municipi d'Ivars de Noguera, a la comarca catalana de la Noguera.